# Phile (política)
Phile (c. 50 a.C.) foi a primeira benfeitora registrada e a primeira magistrada do sexo feminino na antiga cidade grega de Priene.
Phile era filha de Apolônio e esposa de Tessália, filho de Polidetos.
Ela foi homenageada em um decreto público do século I a.C. por construir, às suas próprias custas, o reservatório e o aqueduto da cidade. Rives escreve que a coincidência dos benefícios e do cargo público de Phile sugere que "a crescente importância da riqueza na vida pública, ou seja, a capacidade de financiar obras públicas importantes, pode ter desempenhado um papel na superação da inelegibilidade tradicional das mulheres para cargos públicos". É provável que ela tenha sido feita magistrada porque prometeu contribuir para as obras públicas com seus próprios fundos privados.
Phile não foi a primeira mulher no mundo da Grécia Antiga a ocupar um cargo público — uma inscrição registra uma mulher como arconte (magistrado) em Histria no século II a.C. — mas foi, no entanto, excepcional e parte da liberdade crescente de mulheres no mundo grego durante a era helenística, quando a documentação mostra uma maior independência das mulheres nos contratos de casamento e é permitido agir sem um tutor masculino nos assuntos econômicos e públicos.